# آینوکازی تویاما
آینوکازی تویاما (انگلیسی: Ainokaze Toyama) شرکت ترابری ریلی ژاپنی است، که در سال ۲۰۱۲ تأسیس شد.